# Horst Sölle

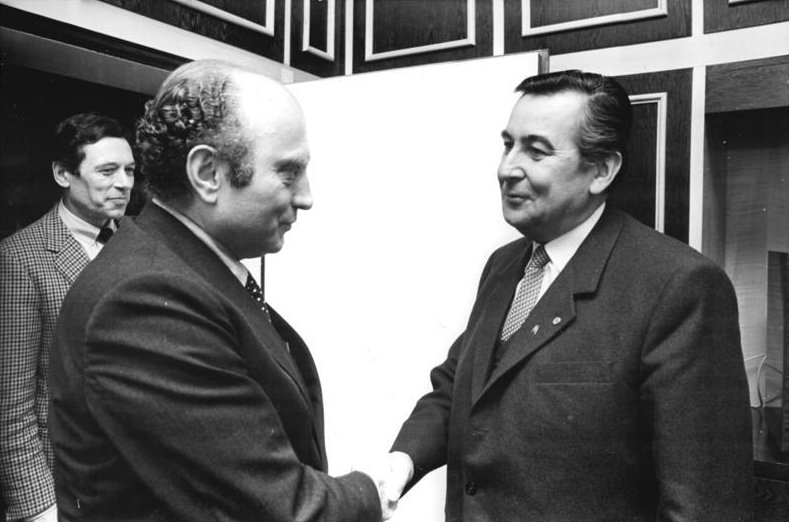
Sölle (rechts) empfängt Otto Graf Lambsdorff zu einem Gespräch (1982)

Horst Sölle (* 3. Juni 1924 in Leipzig; † 6. Oktober 2016 in Zeuthen) war Minister für Außenhandel der DDR und Mitglied des Zentralkomitees der SED.

## Leben
Der Sohn eines Stellmachers absolvierte nach dem Besuch der Mittelschule von 1940 bis 1942 eine Ausbildung zum Industriekaufmann. 1942 zum Kriegsdienst in die Wehrmacht eingezogen, geriet er 1944 als Unteroffizier in sowjetische Kriegsgefangenschaft, aus der er im August 1945 entlassen wurde.
Nach seiner Rückkehr nach Deutschland trat er 1945/46 der SPD/SED bei. Von 1946 bis 1947 studierte er an der Vorstudienanstalt der Universität Leipzig. Anschließend nahm er ein Studium der Wirtschaftswissenschaften an der Universität Leipzig auf, welches er 1950 abschloss. Danach war er bis 1952 Instrukteur im Ministerium für Verkehr. Von 1952 bis 1962 war er Instrukteur, Sektorenleiter Außenhandel und Abteilungsleiter für Handel, Versorgung und Außenhandel des  Zentralkomitees der SED. Vom 1. Januar 1963 bis 25. März 1965 war er Staatssekretär im Ministerium für Außenhandel und innerdeutschen Handel. Von 1963 bis 1976 war er Kandidat des Zentralkomitees der SED und von 1976 bis 1989 Mitglied des Zentralkomitees der SED. 

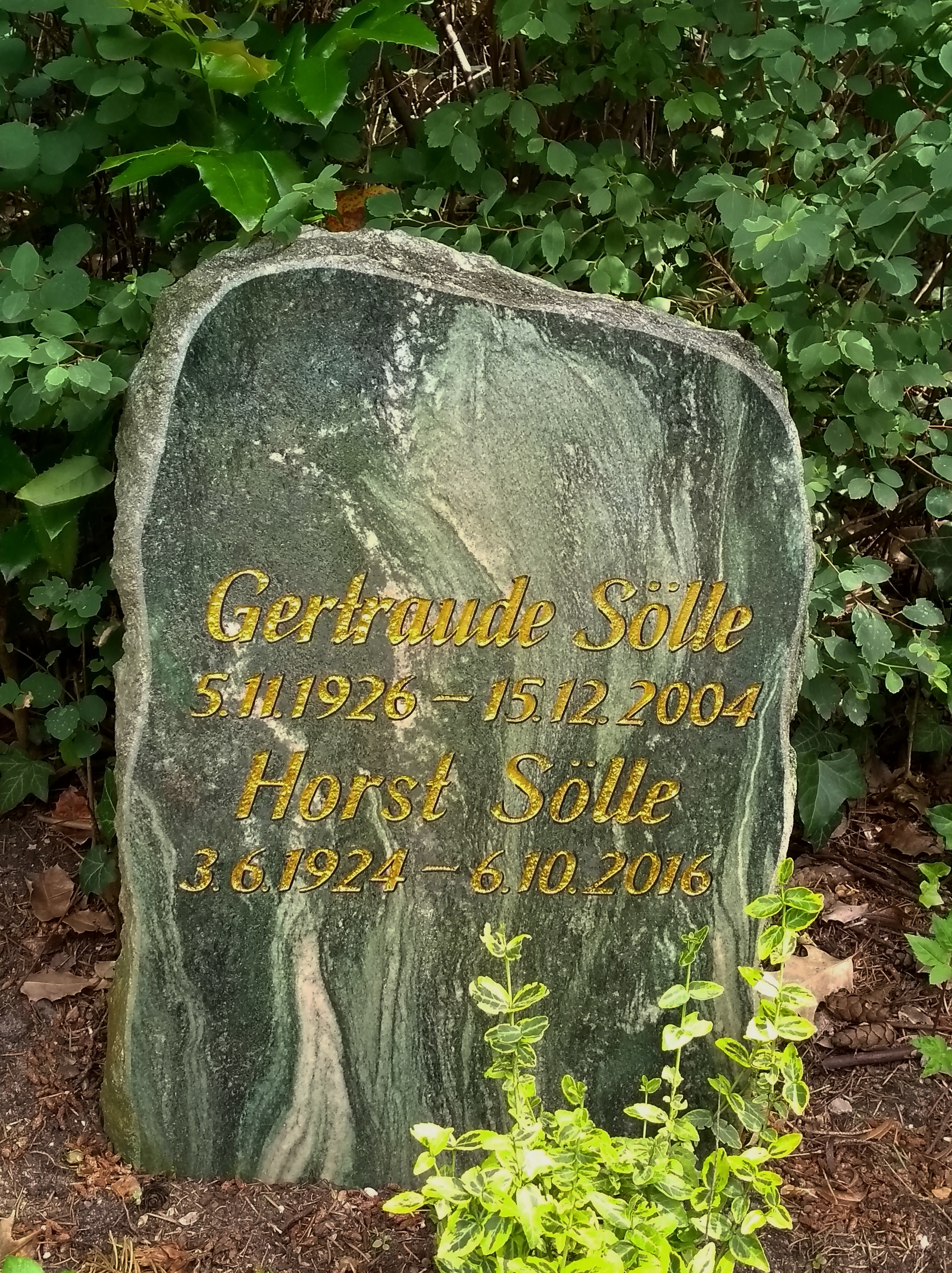
Grab auf dem Waldfriedhof Grünau

Vom 25. März 1965 bis 8. Mai 1986 hatte er die Funktion des Ministers für Außenhandel der DDR inne (1965–1967 Minister für Außenhandel und innerdeutschen Handel, 1967–1973 Minister für Außenwirtschaft, ab 1973 Minister für Außenhandel). Am 8. Mai 1986 wurde er zum stellvertretenden Vorsitzenden des Ministerrates der DDR berufen. Diese Funktion übte er bis zum 7. November 1989 aus. Von November 1988 bis 1989 war Sölle ständiger Vertreter der DDR im RGW. 
1974 erhielt Sölle den Vaterländischen Verdienstorden (VVO) in Gold, 1984 die Ehrenspange zum VVO in Gold und 1989 den Karl-Marx-Orden.
Sölle lebte zuletzt in Zeuthen und starb im Alter von 92 Jahren. Er wurde auf dem Waldfriedhof Grünau bestattet.